# Henry Bonilla

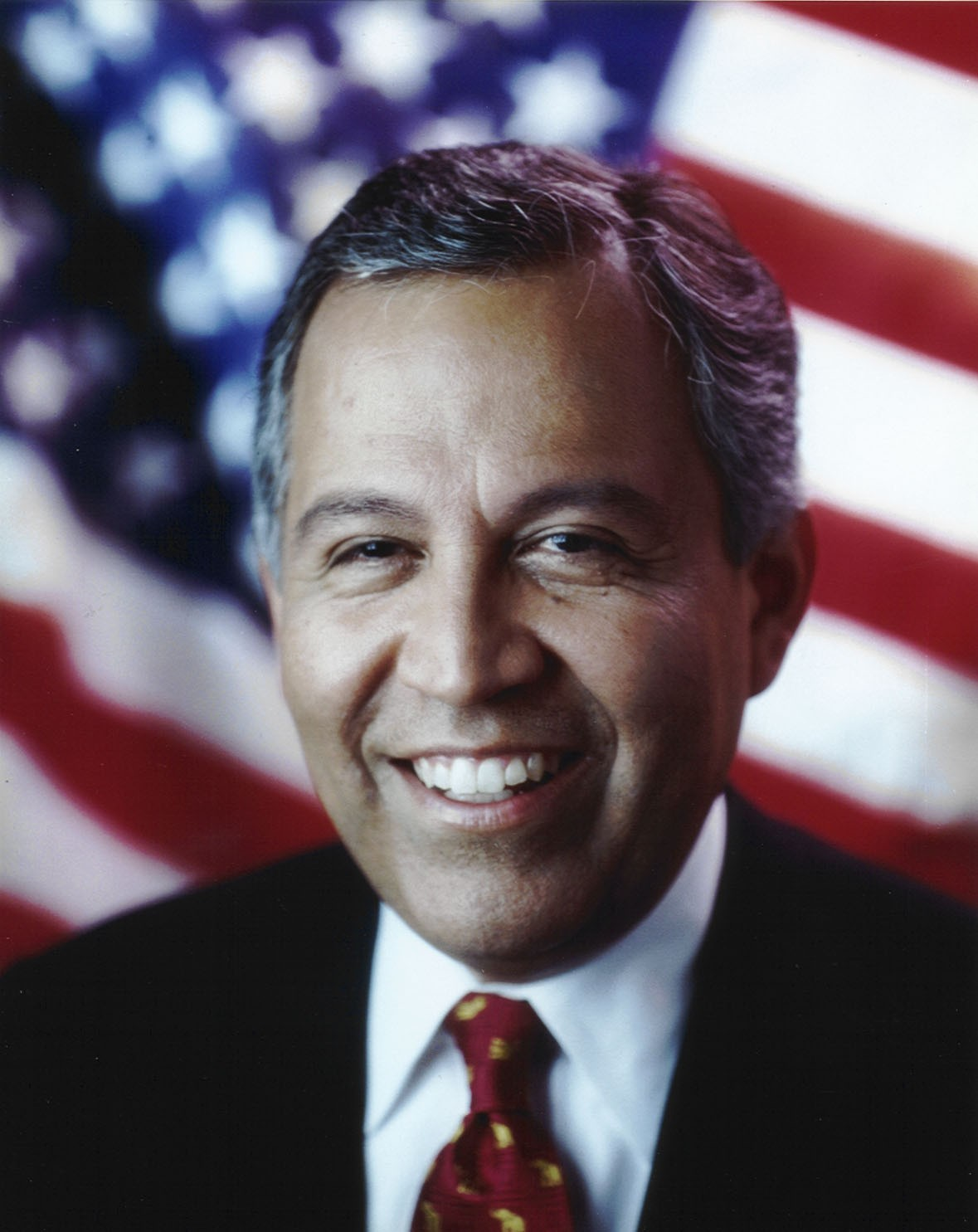
Henry Bonilla

Henry Bonilla (* 2. Januar 1954 in San Antonio, Texas) ist ein US-amerikanischer Politiker. Zwischen 1993 und 2007 vertrat er den Bundesstaat Texas im US-Repräsentantenhaus.

## Werdegang
Henry Bonilla besuchte bis 1972 die South San Antonio High School und studierte danach bis 1976 an der University of Texas in Austin. Danach arbeitete er als Fernsehjournalist. Gleichzeitig schlug er als Mitglied der Republikanischen Partei eine politische Laufbahn ein.
Bei den Kongresswahlen des Jahres 1992 wurde Bonilla im 23. Wahlbezirk von Texas in das US-Repräsentantenhaus in Washington, D.C. gewählt, wo er am 3. Januar 1993 die Nachfolge von Albert Bustamante antrat, der inzwischen wegen krimineller Machenschaften unter Anklage stand. Nach sechs Wiederwahlen konnte er bis zum 3. Januar 2007 sieben Legislaturperioden im Kongress absolvieren. In diese Zeit fielen die Terroranschläge am 11. September 2001, der Irakkrieg und der Militäreinsatz in Afghanistan.
Im Jahr 2006 wurde Bonilla nicht wiedergewählt. Heute arbeitet er für die in Washington ansässige Normandy Group.